# Rudolf Zasławski
Rudolf Zasławski (ur. 10 listopada 1886, zm. 21 września 1937) – aktor pochodzenia żydowskiego.

## Życiorys
Był aktorem, który zasłynął z roli Tewje mleczarza z przedstawienia Szolema Aleichema, którą zagrał ok. 2 tys. razy. Przez liczne występy, w oczach widzów teatru, jak i recenzentów zyskał tytuł wybitnego aktora, reżysera i antreprenera.
Żydowskie gazety w połowie marca roku 1935 zaczęły pisać o pozyskaniu aktora by jednorazowo odegrał rolę w Gdańskim Teatrze Żydowskim. W dniu występu, ogłoszenie obecności znanego aktora przyciągnęło rekordową liczbę widzów. W swojej relacji po występie Rudolfa, Jakub Rotbaum uznał Zasławskiego za idealnego aktora do jego najpopularniejszej roli.
O jego wystąpieniu wypowiedział się również recenzent gazety Jüdisches Gemeindenblatt, który powiedział „ów Tewje mleczarz nie jest z pewnością dramatyczną, lecz na wskroś epicką figurą [...]. I kiedy wielki odtwórca Człowieka -Zasławski tego Tewje go władczym opanowaniem każdego gestu, każdego dźwięku czyni prawdziwie żywym na scenie.”.